# Morungskär
Morungskär är en ö i Åland (Finland). Den ligger i Skärgårdshavet och i kommunen Kökar i landskapet Åland, i den sydvästra delen av landet. Ön ligger omkring 60 kilometer öster om Mariehamn och omkring 220 kilometer väster om Helsingfors.
Öns area är 5 hektar och dess största längd är 370 meter i sydöst-nordvästlig riktning.